# Renoir (película de 2025)
Renoir (en japonés: ルノワール) es una próxima película dramática sobre la mayoría de edad escrita y dirigida por Chie Hayakawa. Protagonizada por Yui Suzuki, Hikari Ishida, Lily Franky y Ayumu Nakajima, la película narra la infancia de Fuki, en el Tokio de finales de los años ochenta. La película tendrá su estreno mundial en la competencia principal del Festival Internacional de Cine de Cannes de 2025, donde fue nominada a la Palma de Oro, y se estrenará en los cines de Japón el 20 de junio de 2025.

## Argumento
Fuki, de 11 años, atraviesa la adolescencia y las dificultades familiares en el Tokio de finales de los años ochenta.

## Reparto
- Yui Suzuki como Fuki
- Hikari Ishida como Utako, la madre de Fuki
- Lily Franky como Keiji, el padre de Fuki
- Ayumu Nakajima como Toru Omaezaki
- Yuumi Kawai como Kuriko Kita
- Bando Ryota como Kaoru Hamano

## Producción
La fotografía principal tuvo lugar en Japón de julio a septiembre de 2024. También se rodó en Filipinas en noviembre de 2024.

## Estreno
Goodfellas adquirió los derechos de venta internacionales de la película el 18 de mayo de 2024. El 11 de abril de 2025 se publicó un tráiler. La película se proyectará a concurso en el Festival Internacional de Cine de Cannes de 2025. Se estrenará en Japón el 20 de junio de 2025.